# Nissan SilEighty
Der Nissan SilEighty ist ein Sportcoupé des japanischen Automobilherstellers Nissan, das Mitte der 1990er Jahre nur in geringen Stückzahlen produziert wurde. Er basiert auf dem japanischen 180SX der Baureihe S13.

## Geschichte
Die Ursprünge des SilEighty finden sich in illegal veranstalteten Driftrennen auf japanischen Bergstraßen. Der mit Hinterradantrieb und Frontmotor ausgerüstete und für diesen Zweck damit gut geeignete 180SX erfreute sich bei den jungen Teilnehmern dieser Veranstaltungen großer Beliebtheit. Im Verlauf solcher Rennen kam es allerdings häufig zu Unfällen, die meist mit einer zerstörten Fahrzeugfront endeten. Wegen der klappbaren Scheinwerfer des 180SX waren die Ersatzteile sehr teuer und so ersetzten viele Besitzer ihre Frontpartie mit der preisgünstigeren eines Silvia. Der Silvia ist die Stufenheckvariante des Schrägheck-180SX und da beide Ausführungen die gleiche Plattform haben, war der Umbau unkompliziert und mit geringem Aufwand zu erledigen. In kurzer Zeit entstand daraus ein Trend, der dazu führte, dass auch unbeschädigte 180SX auf die Silvia-Front umgerüstet wurden.
Nissan wurde schließlich auf diese Entwicklung aufmerksam und produzierte wahrscheinlich zusammen mit dem Tuningbetrieb Kids Heart eine eigene Variante. In Japan war der 180SX in drei Motorvarianten als K, Q und J erhältlich, wobei die K-Version das leistungsstärkste Modell darstellt und mit einem 2,0-Liter-Turbomotor Typ SR20DET, der 151 kW (205 PS) Leistung entwickelt, ausgerüstet ist. Dieser Typ diente als Basis und Nissan verbaute die Front des Silvia am 180SX, der damit buchstäblich zum SILvia OneEIGHTY wurde. Um eine Abgrenzung zum selbst umgebauten SilEighty zu schaffen, wurde das Nissan-Original zusätzlich einer Leistungssteigerung auf 169 kW (230 PS) durch Änderungen an Motorsteuergerät und Turbolader unterzogen. Des Weiteren bekam das Fahrwerk speziell für Driftrennen eine härtere Abstimmung und das Heck sowie Seitenscheiben wurden mit einem SilEighty-Emblem bestückt.
Da der SilEighty durch illegale Straßenrennen inspiriert wurde, hielt Nissan die Produktionszahlen sehr gering und es entstanden nur 500 originale Fahrzeuge. 

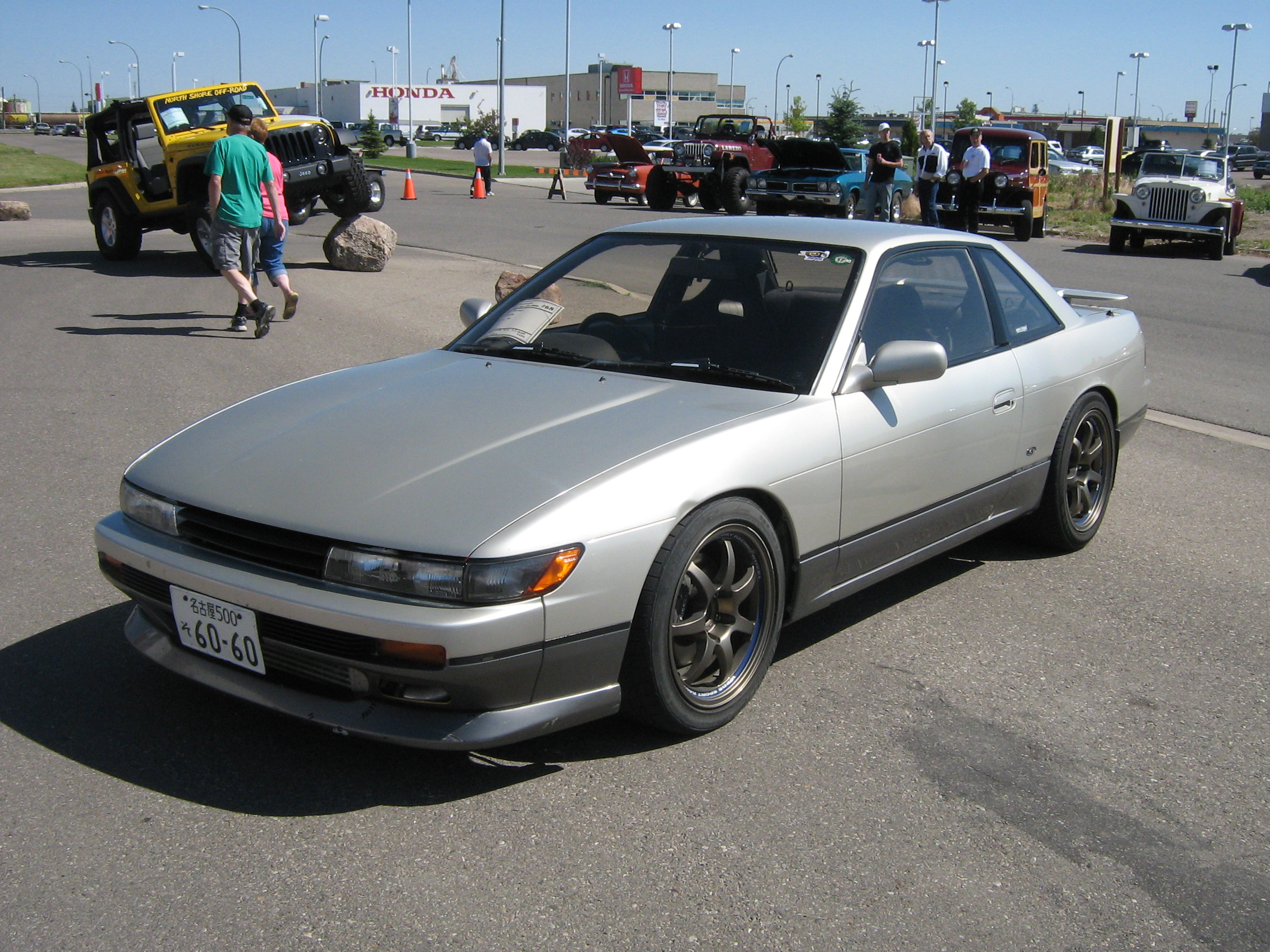
Die Frontpartie des Silvia …
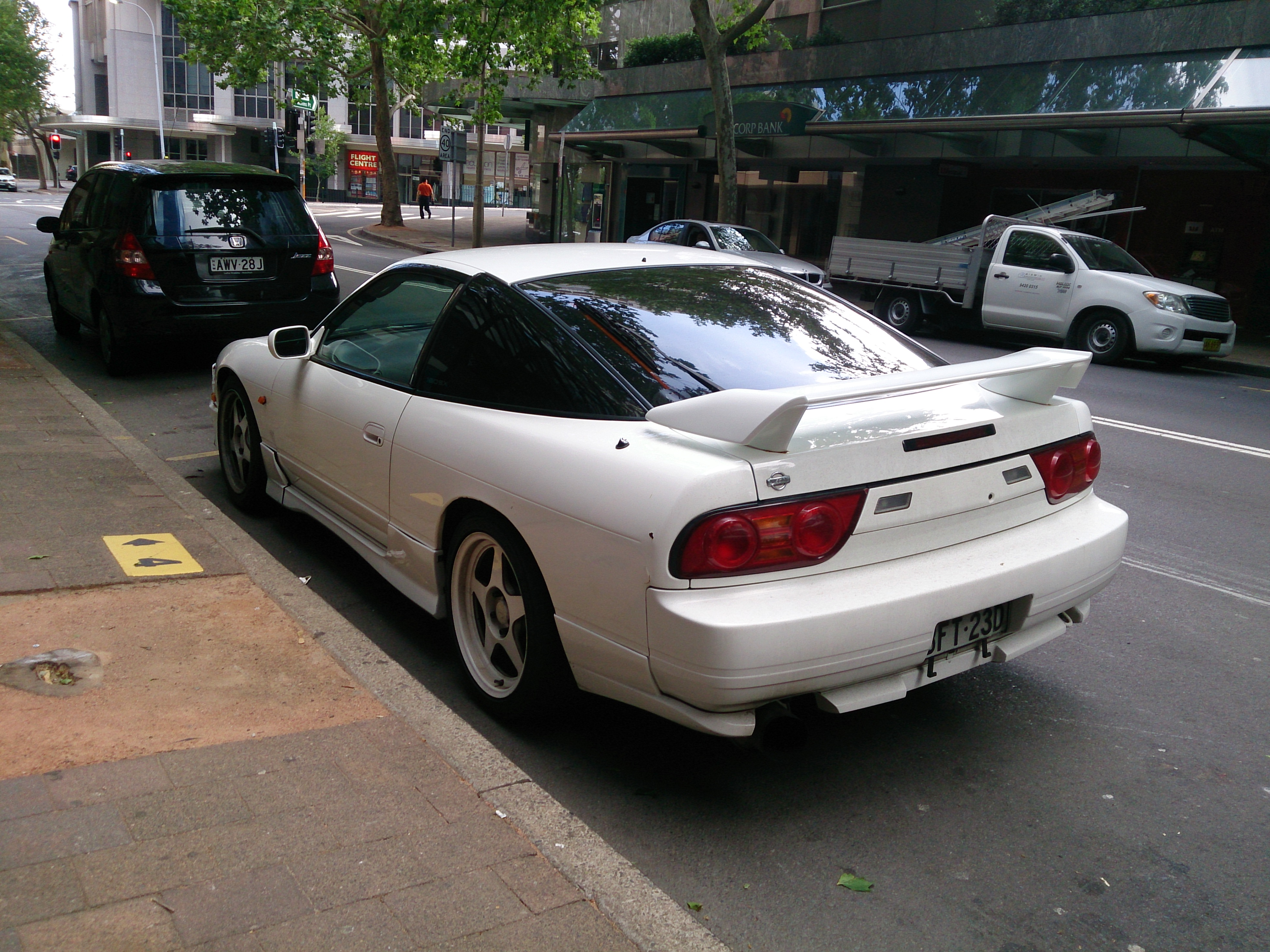
… wurde mit der Karosserie des 180SX kombiniert.

## Technische Daten
| Nissan SilEighty           | 2.0 Turbo                                             |
| Bauzeitraum:               | 1994                                                  |
| Motortyp:                  | Turbogeladener Vierzylinder-Ottomotor in Reihenbauart |
| Hubraum:                   | 1998 cm³                                              |
| Motorkenncode:             | SR20DET                                               |
| max. Leistung bei min−1:   | 169 kW (230 PS)/6200                                  |
| max. Drehmoment bei min−1: | 330 Nm/4000                                           |
| Ventilsteuerung:           | DOHC, Steuerkette                                     |
| Antriebsart:               | Hinterradantrieb                                      |